# Elvis has left the building (expression)
Pour le film, voir Mais où est passé Elvis ?.
« Elvis has left the building »  (litt. « Elvis a quitté le bâtiment ») est une expression anglaise dont l'origine est une annonce de scène devenue récurrente à la fin des concerts d'Elvis Presley alors que les fans, ne voulant pas quitter les lieux, espéraient un retour de leur idole.

## Historique
La phrase a été utilisée pour la première fois par le manager Horace Logan au Municipal Memorial Auditorium de Shreveport le 15 décembre 1956.  Elvis était apparu au beau milieu de la soirée et Logan devait faire taire le public afin que les autres artistes puissent jouer. La citation complète est :

« All right, all right, Elvis has left the building. I've told you absolutely straight up to this point. You know that. He has left the building. He left the stage and went out the back with the policemen and he is now gone from the building
( D'accord, d'accord, Elvis a quitté le bâtiment. Je vous l’ai dit absolument sans détours jusqu'à ce point. Vous le savez. Il a quitté le bâtiment. Il a quitté la scène et est sorti à l'arrière avec les policiers et il est maintenant parti du bâtiment ). »

« Elvis a quitté le bâtiment » est également entendu à la fin du concert organisé par Elvis en mars 1961 au bénéfice du Mémorial de Pearl Harbor, après la sortie de scène d'Elvis à la fin de Hound Dog.
Au cours des années 1970, la phrase a été enregistrée plusieurs fois dans les annales, prononcée par Al Dvorin. Dans les années suivantes, certains des choristes de Presley disaient la phrase pour calmer le public après des concerts.

## Sens de l'expression
Le sens que prend l'expression quand elle est réutilisée hors contexte est : « C'est fini, il n'y a plus rien à attendre, à espérer ». Son équivalent en français pourrait être « Les carottes sont cuites ! ». Elle est très peu utilisée traduite en français « Elvis a quitté le bâtiment » et assez rarement en dehors d'un public anglophone pour qui elle est une phrase punch line et une phrase fétiche très connue.

## Réemploi dans la culture populaire
- La phrase est parfois utilisée dans le sport (football américain, basket-ball), pour signifier que l'action est décisive et que l'adversaire ne peut plus rien faire ;
- Frank Zappa utilise la phrase comme titre d'une chanson dans son album Broadway the Hard Way (1988) ; la chanson est une allusion ironique au culte des stars de la musique pop ;
- Un bonus porte ce nom dans le jeu vidéo GTA 2 (1999) ; le joueur doit tuer en moins de 5 s des sosies d'Elvis se déplaçant en file indienne dans les rues pour l'obtenir (la phrase est alors prononcée, ainsi que visible à l'écran) ;
- À la fin du film américain Independence Day (1996), réalisé par Roland Emmerich, le capitaine Steven Hiller, interprété par Will Smith, dit la phrase lorsqu'il s'échappe du vaisseau envahisseur.
- Elvis has left the building est le titre d'un essai publié en anglais par Dylan Jones en 2014, aux éditions Duckworth & Co.  (ISBN 978-0715648568) ;
- Le livre de Dylan Jones apparaît au début du film français Amanda (2018), réalisé par Mikhael Hers ; la phrase prend alors un fort potentiel émotionnel qui explosera dans la dernière séquence du film[5].
- Dans Watch Dogs, après que Aiden Pearce ait réussi à traquer Defalt, dans la boîte de nuit où ce dernier officiait comme DJ. Le Black Hat provoque un blackout pour s'enfuir tout en passant dans les haut-parleurs du bâtiment : "Ladies and Gentlemen, Defalt has left the building."